# Leucoloma amblyacron
Leucoloma amblyacron là một loài Rêu trong họ Dicranaceae. Loài này được Müll. Hal. ex Besch. mô tả khoa học đầu tiên năm 1880.